# Samuel Sáiz Alonso
Samuel Sáiz Alonso (22 de gener de 1991) és un futbolista professional espanyol que juga com a mitjapunta o davanter pel Sivasspor turc.